# Gerolamo Sersale
Gerolamo Sersale (em latim: Sirsalis; 1584 – 1654) foi um astrônomo e selenógrafo jesuíta italiano. Seu sobrenome provém de uma família nobre napolitana originada em Sorrento. A cidade de Sersale, uma comuna na província sul-italiana de Catanzaro, foi fundada em 1620.
Sacerdote jesuíta, Sersale desenhou um mapa bastante preciso da Lua cheia em julho de 1650. Depois de desenhada, a existência do mapa ficou conhecida por outros astrônomos apenas por ser mencionado no Almagestum novum de Giovanni Battista Riccioli. Atualmente pode ser visto no Observatório Naval de San Fernando, em Cádis, Espanha.
A cratera lunar Sirsalis é denominada em sua memória.